# Chisholm (Minnesota)
Chisholm é uma cidade localizada no estado americano de Minnesota, no Condado de St. Louis.

## Demografia
Segundo o censo americano de 2000, a sua população era de 4960 habitantes.
Em 2006, foi estimada uma população de 4634, um decréscimo de 326 (-6.6%).

## Geografia
De acordo com o United States Census Bureau tem uma área de
12,3 km², dos quais 11,4 km² cobertos por terra e 0,9 km² cobertos por água.

## Localidades na vizinhança
O diagrama seguinte representa as localidades num raio de 24 km ao redor de Chisholm.